# Axel Heinrich Peipke
Axel Heinrich Peipke, född 6 januari 1822 i Tyska Sankta Gertruds församling, Stockholms stad, död 1 maj 1890 i Östra Ryds församling, var en svensk trumpetare vid Kungliga hovkapellet.

## Biografi
Axel Heinrich Peipke föddes 1822 i Tyska Sankta Gertruds församling, Stockholms stad. Han var son till en musiker. Peipke arbetade som fanjunkare och var anställd vid livgardet till hästs musikkår. Han blev 1 juli 1847 trumpetare vid Kungliga hovkapellet i Stockholm. Peipke avled 1890 i Östra Ryds församling.

### Familj
Peipke gifte sig 9 december 1848 med Emma Cecilia Wirström.